# 柳根桓
柳 根桓（リュ・グヌァン、リュ・グンファン、朝鮮語: 류근환、1928年11月24日 - 2021年5月2日）は、大韓民国の陸軍軍人、政治家。第11・12代韓国国会議員。
本貫は晋州柳氏、号は又潭（ウダム、우담）。キリスト教徒。

## 経歴
日本統治時代の忠清南道瑞山郡（現・瑞山市）出身。1959年建国大学校法科卒。1981年ソウル大学校経営大学院最高経営者課程・行政大学院国家政策課程修了。
朝鮮戦争に参戦し、ベトナム戦争に小隊長、中隊長として参戦した。その他は保安司参謀長、師団長、陸軍情報司令官、駐ベトナム軍事情報部長、韓日議連安保外交委員長、韓日協力委員会常任委員・事務総長、韓ペルー議員親善協会長、国会予決委員、民正党統一安保委員長・国策評価委員・中央委副議長、韓国ガス公社理事長、国際漢字振興協議会理事長、大韓民国憲政会常任顧問、情報同友会中央会会長を務めた。
2021年5月に死去。